# Houthakker

Houthakster, 1898 of eerder, foto van Nationale Tentoonstelling van Vrouwenarbeid 1898

Een houthakker is iemand die beroepsmatig hout hakt. Vroeger werd voor het vellen van bomen de bijl aangewend, tegenwoordig gebruikt men veelal een zaag, doorgaans een kettingzaag. 
Een houthakker werkt vaak onder leiding van een boswachter of houtvester in opdracht van overheden of particulieren. Doel van het werk is om uit bossen, parken of tuinen bomen te oogsten of om deze te onderhouden. In Nederland is de grootste bosbezitter Staatsbosbeheer. Voor houthakkers zijn ook andere termen in gebruik die doorgaans een iets bredere betekenis hebben zoals bosarbeider.
Afgezien van de vooral in tuinen werkzame hoveniers, zouden er in Nederland enkele duizenden mensen beroepshalve met bosarbeid bezig zijn (Roelofs en Looije, 2006).
Houthakken is in moderne tijden uitgegroeid tot een activiteit die zich op het grensvlak van sport en vermaak beweegt. Lokaal, nationaal en internationaal worden houthakwedstrijden georganiseerd, veelal aangeduid als bosarbeidswedstrijden of timbersports. De Stichting Nederlandse Bosarbeidwedstrijden (SNB) is hiervoor de officiële overkoepelende Nederlandse organisatie, erkend door de International Association Logging Championships (IALC).